# Санкт-Петербургский христианский университет
Санкт-Петербургский христианский университет (СПбХУ) — межконфессиональное богословское высшее учебное заведение протестантско-евангельской традиции, одно из первых основанных в России после распада Советского Союза.

## Миссия
Миссия Санкт-Петербургского христианского университета состоит в предоставлении аккредитованного высшего образования, осуществляемого на основании евангельских ценностей. СПбХУ готовит христиан к посвященному служению и руководству в церкви и обществе.

## Программы
- Магистр богословия библеистика
- Магистр богословия история христианства
- Магистр лидерства и управления (новая программа)
- Магистр служения
- Бакалавр богословия (очно)
- Бакалавр христианской педагогики (очно)
- Бакалавр молодёжно-пасторского служения (очно)
- Бакалавр христианского служения (заочно)
- Бакалавр христианского служения (вечерняя форма обучения)
- Бакалавр христианского душепопечения и психологического консультирования (заочно) (новая программа)
- Школа Проповедников
- Выездные сессии
- Вечерняя библейская школа
- Вечерняя просветительская программа для молодежи «Основы христианства»
- Школа духовного наставничества
- Ветхий Завет на английском языке
- Курсы английского языка

## Ректоры
- 2001—2004 — Ф. М. Мокан.
- 2005—2012 годы — А. И. Негров
- 2012—2013 годы — В. В. Рыжов
- с 2013 года по н. в. — В. А. Аликин

## Периодические издания
«Труды СПбХУ» — русскоязычный научный журнал. Издаётся с 2008 года.